# Pedicularis nagaensis
Pedicularis nagaensis är en snyltrotsväxtart som beskrevs av Li. Pedicularis nagaensis ingår i släktet spiror, och familjen snyltrotsväxter. Inga underarter finns listade i Catalogue of Life.